# Менілітова світа

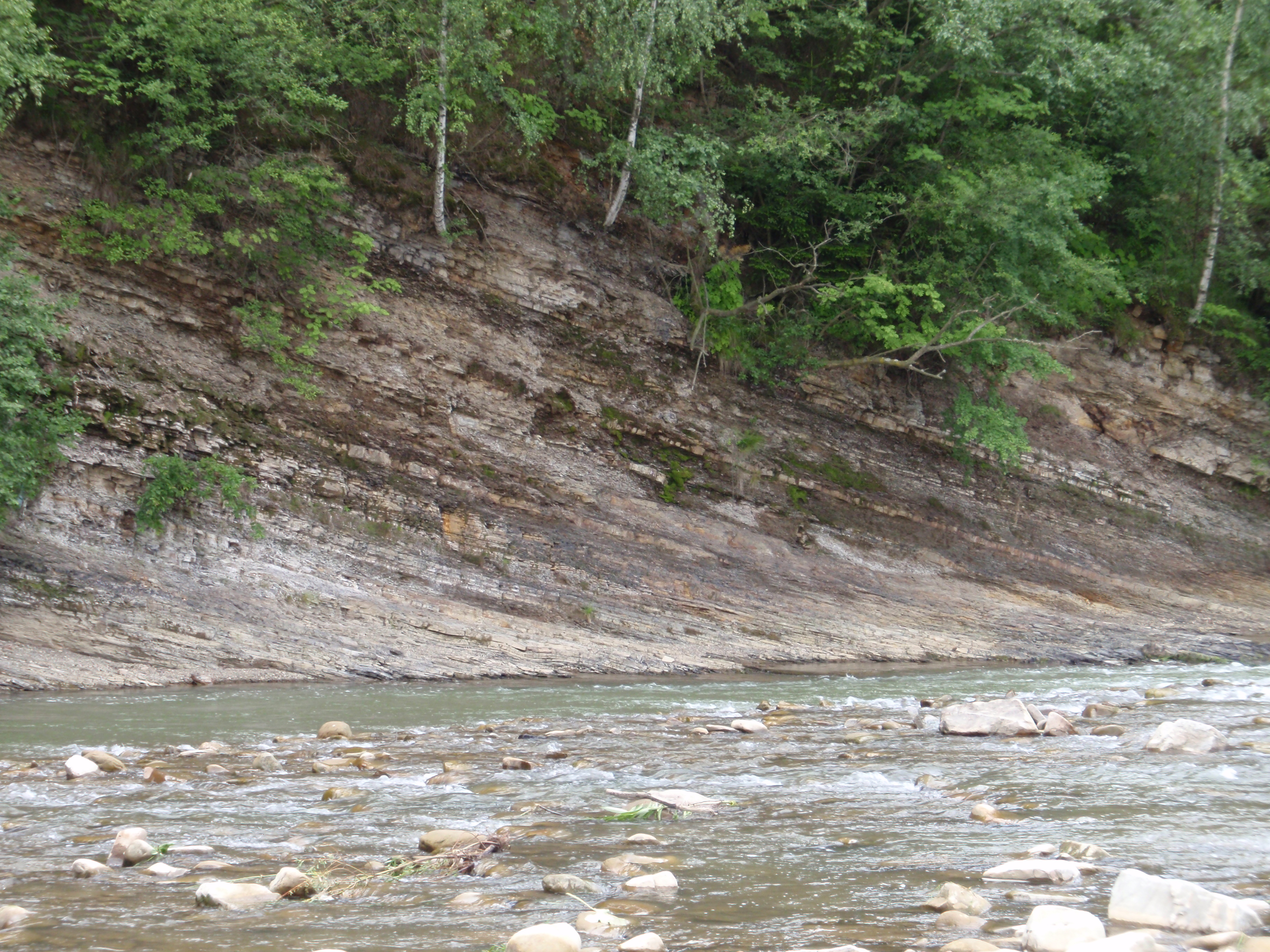
Відслонення порід менілітової світи в правому березі р.Опір, в місті Сколе, Скольська скиба Скибової зони Українських Карпат

Менілі́това сві́та — літостратиграфічний підрозділ олігоцен-міоценових відкладів складчастих Карпат і Передкарпатського прогину. Початково була виділена австрійським мінералогом і геологом Ернстом Глокером як «менілітові сланці». Цим терміном було визначено у відкладах Моравії характерну товщу гірських порід, складену чорними, збагаченими органікою аргілітами та силіцитами. Серед карпатських геологів загальновизнаним є тричленний поділ менілітового розрізу на нижньоменілітову, середньоменілітову (іноді її називають лоп'янецькою, або лоп'янкою) та верхньоменілітову частини, які приймаються в межах Скибової зони в ранзі підсвіт. Вважається нафтоматеринською світою для нафтових і газових родовищ Передкарпаття.

## Назва
Від меніліту — бітумінозного різновиду опалу. За знахідками викопних рештків іхтіофауни з родів Meletta і Amphisyle в породах менілітової світи, ряд геологів вживав назви «мелеттові сланці» і «амфізилові сланці». Румунські геологи дотепер називають відклади менілітової світи «дизоділовими сланцями».

## Поширення
Передкарпатський прогин, північні скиби Скибової зони Карпат. Найбільш повно відклади світи відслонюються в передовій Береговій скибі Скибового покриву в межиріччі річок Бистриці Надвірнянської і Стрия.

## Стратотип

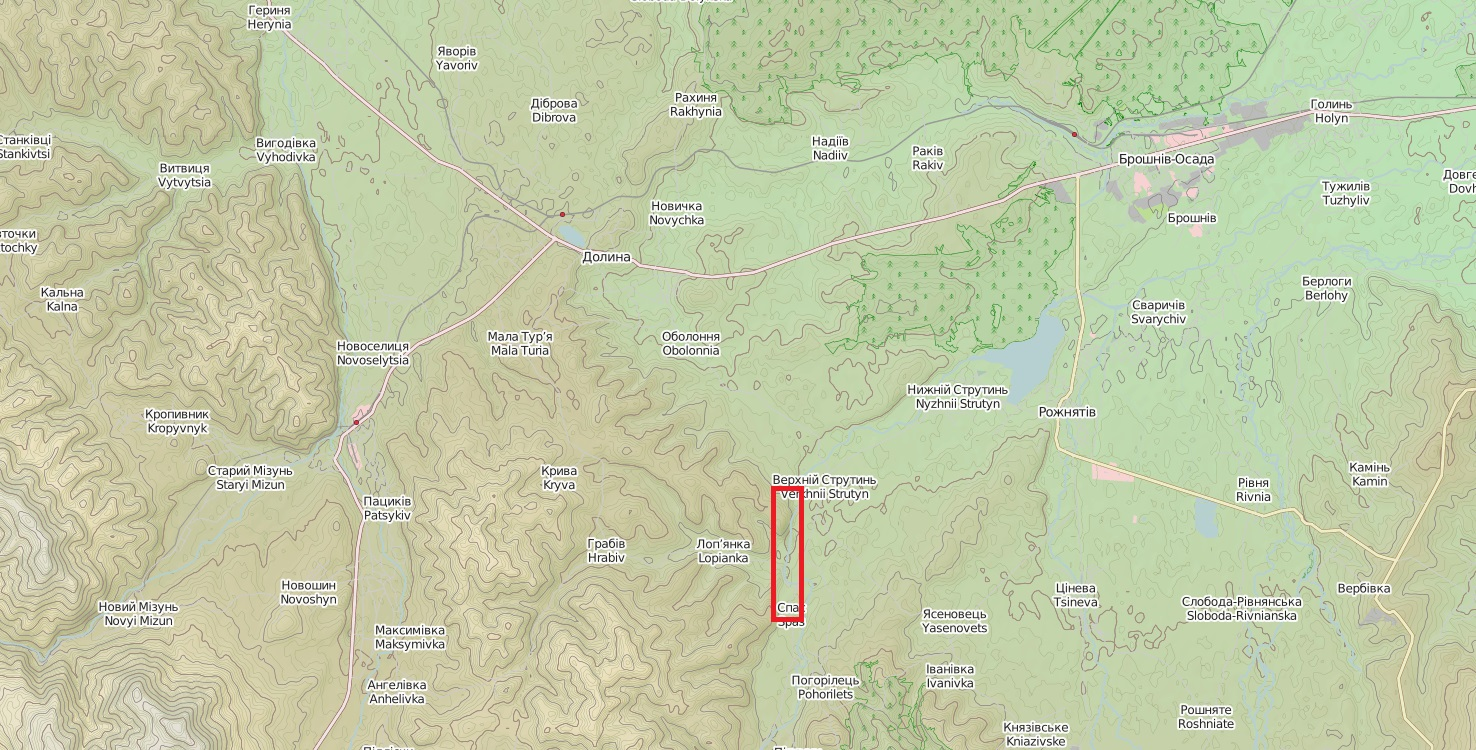
Схематична карта розташування стратотипового розрізу менілітової світи.
Стратотипове відслонення виділине червоним прямокутником

Природне відслонення в лівому березі річки Чечви між селами Спас і Верхній Струтинь в Береговій скибі Скибової зони Карпатської покривно-складчастої споруди.

## Літолого-стратиграфічна характеристика
Товща менілітової світи представлена аргілітами темно-сірими, бітумінозними, які нерівномірно чергуються з алевролітами, пісковиками, прошарками кременів («роговиків» — у термінології карпатських геологів), вапняками і масивними пісковиками. Потужність світи дуже мінлива — від 0 до 1200 м. Розріз порід менілітової світи не характерний для карпатського флішу. Відклади світи залягають згідно на бистрицькій світі, і перекриваються незгідно глинистими відкладами поляницької світи. За літологічними ознаками менілітова світа поділяється на три підсвіти (знизу вгору):

### Нижньоменілітова підсвіта
Найповніші розрізи цієї підсвіти відслонюються в берегах річок Стрия, Опору, Сукелі, Бистриці Надвірнянської, Бистриці Солотвинської, Прута і в десятках пошукових і розвідувальних свердловин, пробурених в Бориславсько-Покутському покриві Передкарпатського прогину.
У підошві підсвіти залягає пачка порід, представлених нерівномірним чергуванням чорних бітумінозних кременистих аргілітів і вапнистих темно-сірих аргілітів, сірих дрібнозернистих пісковиків і шоколадно-коричневих алевролітів («рибницька пачка»). Ці відклади згідно залягають на флішоподібних породах «шешорського» горизонту бистрицької світи еоцену. Слід зазначити, що в розрізах річок Сукелі, Тисмениці, Бистриці Надвірнянської, всередині рибницької пачки присутні прошарки масивних крупнозернистих пісковиків (бориславський пісковик). Вище на всій площі поширення відкладів менілітової світи залягає нижній горизонт кременів — важливий маркер, який представлений чергуванням чорних і темно-сірих халцедонолітів (кременів) з окременілими алевролітами і бітумінозними аргілітами в нижній частині і вапняками, халцедонолітами і чорними окременілими бітумінозними аргілітами у верхній. Потужність горизонту коливається від 8 до 15 м. У розрізах нижнього кремнистого горизонту в берегах річок Бистриця Надвірнянська і Прут знайдені добре збережені відбитки кістяків риб Lepidopus glarisianus (Blainv.) та відбиток панцира краба Portunus oligocenicus Pauca.
Нижній кремнистий горизонт перекривається товщею порід власне нижньоменілітової підсвіти, представленою чергуванням чорних невапнистих листуватих аргілітів з ярозитом і зеленкувато-сірих дрібно-середньозернистих пісковиків, які іноді утворюють потужні пачки (до 100—120 м). Ці пісковики отримали назву клівських. Вони не мають чіткого стратиграфічного положення всередині підсвіти і їх границі є однозначно діахронними. У розрізах таких-то 50—60 м вище нижнього кремнистого горизонту можна прослідкувати горизонт тилявських вапняків, потужністю до 30 см. Загальна потужність підсвіти коливається від менше 100 на північному заході до майже 500 м на південному сході.

### Середньоменілітова підсвіта
Вгору за розрізом відбувається поступова зміна темних аргілітів на попелясто-сірі вапнисті аргіліти, які вже належать до середньої менілітової підсвіти. Ця сіра товща, у якій практично відсутні «менілітові сланці» здавна має власну назву — «лопянецькі верстви». У підошві її місцями простежується горизонт-маркер смугастих вапняків, який відповідає головецькому горизонту кросненського типу розрізу. Вище залягають сірі вапнисті аргіліти, що перешаровуються в різних пропорціях з чорними аргілітами, алевролітами, пісковиками. Потужність підсвіти сягає 250 — 300 м.
Вік середньоменілітових відкладів довгі роки залишався дискусійним: польські дослідники корелювали їх з поляницькими верствами, проте дослідженнями І. Голубкова, Є.Мятлюк, Л.Горбач та ін. вони віднесені до середнього-верхнього олігоцену. У сіро-зелених глинах підсвіти знайдений нанопланктон зони NP 25, а у її верхах виявлені ранньоміоценові форамініфери та нанопланктон зони NN1.

### Верхньоменілітова підсвіта
Межа між середньою менілітовою та верхньою менілітовою підсвітами чітка і трасується по верхньому кременевому горизонту, представленому тонкоритмічним перешаруванням коричневих тонкоплитчастих смугастих кременів з чорними аргілітами та сірими кварцитоподібними пісковиками. Верхня підсвіта складена темнокоричневими та чорними аргілітами листуватими, невапнистими з лінзами сидеритів, прошарками алевролітів та пісковиків. У ній місцями (басейн Чечви) міститься лінза (до 60 м) «чечвинських» світло-сірих туфів, туфітів та туфопісковиків, які виділяють у окремий Чечвинський туфовий горизонт. У горішній ділянці підсвіти серед чорних аргілітів з'являються прошарки сірих карбонатних глинистих аргілітів поляницького типу (р. Чечва та ін.), що фіксує перехідну ланку між менілітовою та поляницькою світами. Потужність підсвіти сягає 1200 м. Палеонтологічно верхньоменілітові відклади схарактеризовані слабо, в них міститяться форамініфери, нанопланктон та даноцисти раннього міоцену.

## Фауністичні і флористичні рештки
- губки:
- молюски: Lamellibranchiata: Leda crispata Koen., Nucula piligera Sandb., Limopsis costulata Gldf., Limopsis striata Rouault., Arca incomposita Koen., Pecten bronni Mayer, Pecten pictus Gldf., Pecten incurvatus Nyst., Lima shaboi Hofm., Lima eximia Koen., Cardium pasinii Schauroth., Lucina raricostata Hofm., Lucina rectangulata Hofm., Megaxinus ellipticus Bors., Scaphopoda: Dentalium haeringense Dreger. Gastropoda: Emarginula kittli Dreger, Trochus rhenanus Mer., var. sexangularis Sandb., Turritella asperula Brongn., Scalaria subulata Dreger, Cerithium plicatum Brugiere, Chenopus pescarbonis Brongn., Bulla simplex Fuchs., Vermes: Ditrypa cornea L., Nuculana perovalis (Koen.), Nuculana gracilis (Desh.), Lucina batalpaschinica Korob., Lucina gracilis Nyst., Lucina incomposita Koen., Thyasira obtusa (Beyr.), Thyasira unicarinata (Nyst.)
- риби: Amphisyle longispina (Rozhdestv.), Palaeorhynchus sp., Lepidopus glarisianus (Blainv.), Palaeogadus simionescui Daniltsh., Palaeogadus athanasiui (Pauca), Palaeogadus sp., Merluccius inferus Daniltsh., Hymenocephalus (?) sp., Palimphyes brevis Agassiz., Vincigueria obscura Daniltsh., Diaphus(?) aff. meniliticus Kalabis., Sternoptychidae, Holosteus sachelalmae (Davis), Clupea longimana (Heckel), Serranus budensis (Heckel), Zeus sp., Merluccius macroactus (Kramb.)[7]
- форамініфери: Asterigerina bracteata Cushman, Bolivina danvillensis Howe et Wallace, Cassidulina globosa Hantken, Cibicides pygmeus (Hantken), Cibicides lopjanicus Mjatluk, Dentalina sp., Cibicides amphisyliensis Andr., Chiloguembelina cubensis (Palmer), Caucasina oligocenica Calil., Epistomina paleogenica Mjatluk, Lagena cf. substriata Williamson, Nodosaria sp., Gϋmbelina sp., Turrilina sp., Globigerina ex gr. dubia (Egger), Globigerina officinalis Subb., Globigerina postcretacea Mjatl., Globigerina praebulloides Blow., Globigerina droogeri (Mjatl)., Guttulina sp., Lenticulina subpapilosa Nuttall, Lenticulina hantkeni Mjatliuk, Elphidium karpaticum Mjatluk, Elphidium aff. macellum (Fichtel et Moll), Eponides binominatus Subb., Bolivina elongata Hantken, Bolivina crenulata Cushm., Bolivina subdilatata Pishv., Reussella terquemi Cushman, Siphonina ex gr. danvillensis Howe et Wallace, Nonion ex. gr. florinensis Cole, Bolivina ouachitaensis Howe et Wallace, Bulimina alsatica (Andreae), Uvigerina sp.,
Uvigerina aff. californica Cushm., Discorbis sp.
- діатомеї:
- мшанки:
- краби: Portunus oligocenicus Pauca
- нуммуліти: Nummulites vascus Joly et Leym., Nummulites intermedicus Arch.

| Система/ Період                                                          | Відділ/ Епоха    | Ярус/ Вік           | Вік (млн років) | Вік (млн років) |
| ------------------------------------------------------------------------ | ---------------- | ------------------- | --------------- | --------------- |
| Неоген, N                                                                | Міоцен, N1       | Аквітанський, N1aqt | молодше         | молодше         |
| Палеоген, Ꝑ                                                              | Олігоцен, Ꝑ3     | Хаттський, Ꝑ3h      | 23,03           | 27,82           |
| Палеоген, Ꝑ                                                              | Олігоцен, Ꝑ3     | Рюпельський, Ꝑ3r    | 27,82           | 33,9            |
| Палеоген, Ꝑ                                                              | Еоцен, Ꝑ2        | Приабонський, Ꝑ2p   | 33,9            | 37,8            |
| Палеоген, Ꝑ                                                              | Еоцен, Ꝑ2        | Бартонський, Ꝑ2b    | 37,8            | 41.2            |
| Палеоген, Ꝑ                                                              | Еоцен, Ꝑ2        | Лютецький, Ꝑ2l      | 41,2            | 47,8            |
| Палеоген, Ꝑ                                                              | Еоцен, Ꝑ2        | Іпрський, Ꝑ2i       | 47,8            | 56,0            |
| Палеоген, Ꝑ                                                              | Палеоцен, Ꝑ1     | Танетський, Ꝑ1t     | 56,0            | 59,2            |
| Палеоген, Ꝑ                                                              | Палеоцен, Ꝑ1     | Зеландський, Ꝑ1z    | 59,2            | 61,6            |
| Палеоген, Ꝑ                                                              | Палеоцен, Ꝑ1     | Данський, Ꝑ1d       | 61,6            | 66,0            |
| Крейда, K                                                                | Верхня/Пізня, K2 | Маастрихтський, K2m | древніше        | древніше        |
| Підрозділи палеогенової системи наведені згідно МКС, станом на 2018 рік. |                  |                     |                 |                 |
| п о р                                                                    |                  |                     |                 |                 |

| Система/ Період                                                        | Відділ/ Епоха  | Ярус/ Вік                | Вік (млн років) | Вік (млн років) |
| ---------------------------------------------------------------------- | -------------- | ------------------------ | --------------- | --------------- |
| Четвертинний, Q                                                        | Плейстоцен, Q1 | Гелазький                | молодше         | молодше         |
| Неоген, N                                                              | Пліоцен, N2    | П'яченцький, N2pla       | 2,58            | 3,60            |
| Неоген, N                                                              | Пліоцен, N2    | Занклійський ярус, N2zan | 3,60            | 5,33            |
| Неоген, N                                                              | Міоцен, N1     | Мессінський, N1mes       | 5,33            | 7,25            |
| Неоген, N                                                              | Міоцен, N1     | Тортон, N1tor            | 7,25            | 11,63           |
| Неоген, N                                                              | Міоцен, N1     | Серравалійський, N1srv   | 11,63           | 13,82           |
| Неоген, N                                                              | Міоцен, N1     | Лангійський, N1lan       | 13,82           | 15,97           |
| Неоген, N                                                              | Міоцен, N1     | Бурдігальський, N1bur    | 15,97           | 20,44           |
| Неоген, N                                                              | Міоцен, N1     | Аквітанський, N1aqt      | 20,44           | 23,03           |
| Палеоген, P                                                            | Олігоцен, Р3   | Хаттський, Р3h           | старіше         | старіше         |
| Підрозділи неогенової системи наведені згідно МКС, станом на 2018 рік. |                |                          |                 |                 |
| п о р                                                                  |                |                          |                 |                 |